# Ölgiy
Ölgiy (ᠥᠯᠦᠭᠡᠢ en mongol: Өлгий «cuna») es una localidad de Mongolia, capital del Aymag de Bayan-Ölgiy. La ciudad dispone de un aeropuerto con vuelos regulares a Ulán Bator y ocasionales a Almaty en Kazajistán.

## Cultura
Es una región donde predominan los mongoles de cultura kazaja, siendo este el kazajo la lengua más extendida y hablada mayoritariamente.
la ciudad alberga 4 mezquitas.
Son famosos sus bordados y el arte kazajo, la música kazaja y el arte de la cetrería con águilas. 
En el mes de octubre, Ölgii alberga el Festival anual del águila real que muestra la antigua costumbre cetrera.

## Historia
Ölgii era un pueblo de etnia kazaja antes de la fundación de la nación moderna de Mongolia en 1911. Los kazajos han estado viniendo a la región de Altái de Mongolia durante al menos 200 años. Muchos vinieron cuando los kazajos se enfrentaron la presión del Imperio Ruso en expansión. El número aumentó significativamente después de la Revolución Rusa de 1917 y el surgimiento del comunismo en China. Fue el centro del Islam en Mongolia antes de las purgas religiosas en la década de 1930 en las que la mezquita fue destruida y el imán fue ejecutado. Mongolia inicialmente trató de suprimir la lengua y la cultura kazajas antes de crear Bayan-Ölgii Aimag en 1939, con Ölgii como sede del gobierno, aunque en la actualidad la permite.
Gran parte del centro de la ciudad se construyó entre las décadas de 1950 y 1980. Ölgii se desarrolló menos que el resto de Mongolia y no estaba conectado por ferrocarril o camino pavimentado debido a su ubicación aislada y la falta de recursos minerales. Después de la revolución democrática de Mongolia en 1991 y la desintegración de la Unión Soviética, el 25% de la población se trasladó a la recién independizada Kazajistán. Sin embargo, muchos regresaron más tarde y la población se ha recuperado en gran medida. En los últimos años, la construcción ha aumentado considerablemente, lo que ha dado lugar a muchas viviendas, tiendas, restaurantes y hoteles nuevos (la mayoría se han construido desde 2005), lo que refleja el auge de la construcción en Mongolia. 
Al igual que otras ciudades poscomunistas, gran parte de la industria cerró en la década de 1990, aunque una gran fábrica de lana y muchas fábricas más pequeñas relacionadas con animales continúan procesando productos de los 2 millones de animales en el aimag. 

## Geografía
Situada en el extremo occidental de Mongolia, a 1709 kilómetros de la capital del país Ulán Bator [4], a 80 kilómetros de la frontera con Rusia y 130 kilómetros de la frontera con China. La ciudad se encuentra en el tramo Ulgiin-Tal a ambos lados del río Kobdo-Gol (Khovd), principalmente en su margen sur. Está rodeado por todos lados por las montañas del Altái mongol, hasta 3000 metros de altura: Urd-Bukhen-Uul (2790 m), Ar-Bukhen-Uul (2625 m), Yamaat-Uul (2408 m), Ovgor (2384 m) y otros. Los asentamientos más cercanos son Sagsay (23 kilómetros al suroeste), Ulan-Khus (40 kilómetros al noroeste), Bugat (2 kilómetros al este) y Altantsugts (8 kilómetros al este)

## Transporte
El aeropuerto de Ölgii (ULG / ZMUL) tiene una pista pavimentada. Ofrece vuelos regulares a Ulan Bator y Khovd y vuelos irregulares a Ulaangom en Mongolia y Almaty en Kazajistán a través del aeropuerto Oskemen.
Bayan-Ölgii tiene pasos fronterizos con Rusia y China. El paso fronterizo de Tsaagannuur con Rusia está abierto todo el año y es la ruta preferida para viajar hacia y desde Kazajistán. Este cruce no cuenta con oficinas de inmigración. Las personas necesitarán obtener una visa antes de ir a la frontera. El paso fronterizo de Taikeshken con China solo está abierto durante el verano debido a los pasos de alta montaña que se vuelven difíciles de pasar durante los meses de invierno.
Hay pocas carreteras pavimentadas en Bayan-Ölgii fuera de Ölgii. La mitad de la distancia entre el pueblo de Tsaagannuur (a 30 km del cruce fronterizo) y Ölgii está pavimentada. El gobierno de Mongolia planea pavimentar la ruta de Tsaagannuur a Ulán Bator a través de las provincias de Ölgii, Khovd, Govi-Altái y Övörkhangai para 2015. Actualmente, solo Övörkhangai a Ulán Bator está pavimentado, o 600 kilómetros de los 1.600 kilómetros de distancia.
Los autobuses regulares conectan Ölgii con Ulán Bator, con viajes que salen 3 días a la semana. El viaje sin escalas es de 48 horas en condiciones ideales, aunque a menudo dura de 3 a 5 días. Se hacen paradas en los caminos para las comidas y los descansos para ir al baño.

## Demografía
Según censo 2008 tenía una población de 28.496 habitantes. La estimación 2010 refiere a 31957 habitantes.

## Comunicaciones
Hay un mástil de radio arriostrado de 352,5 metros de altura para transmitir en ondas de radio de 207 kHz.

## Clima
Ölgii experimenta un  subártico - influenciado clima desértico ( Köppen  BWk ) con inviernos largos, muy secos, muy fríos y veranos cortos y cálidos.

## Personajes
Darmen Hussein (Хузкейн Дармен) (nacido en 1964), ingeniero y político del Partido Demócrata. Graduado de la Escuela Secundaria Zaisanov y del Instituto Politécnico de Ulán Bator en ingeniería eléctrica en 1987, comenzó su carrera como ingeniero trabajando en la Central Térmica de Erdenet, antes de ser elegido gobernador de la provincia (aimag) tres veces.

## Galería

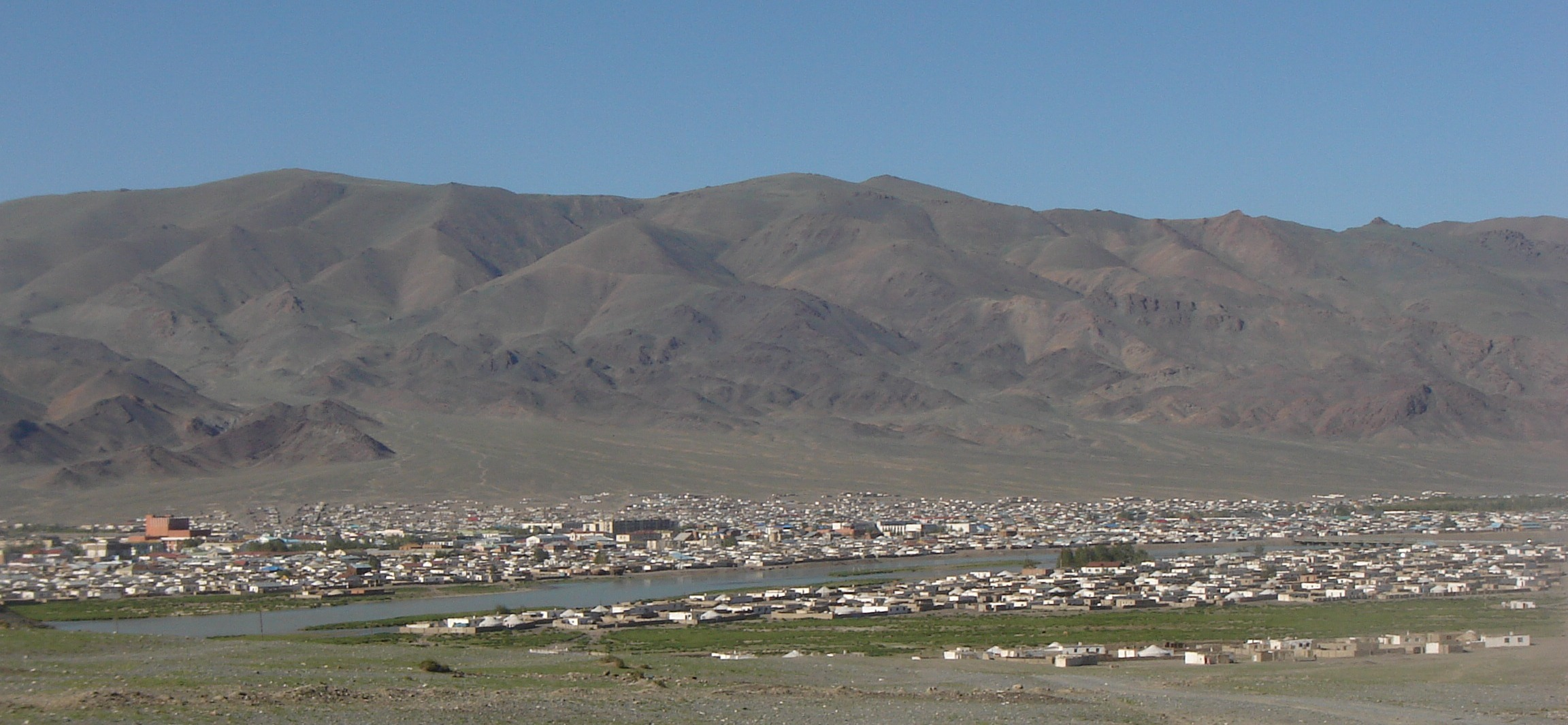
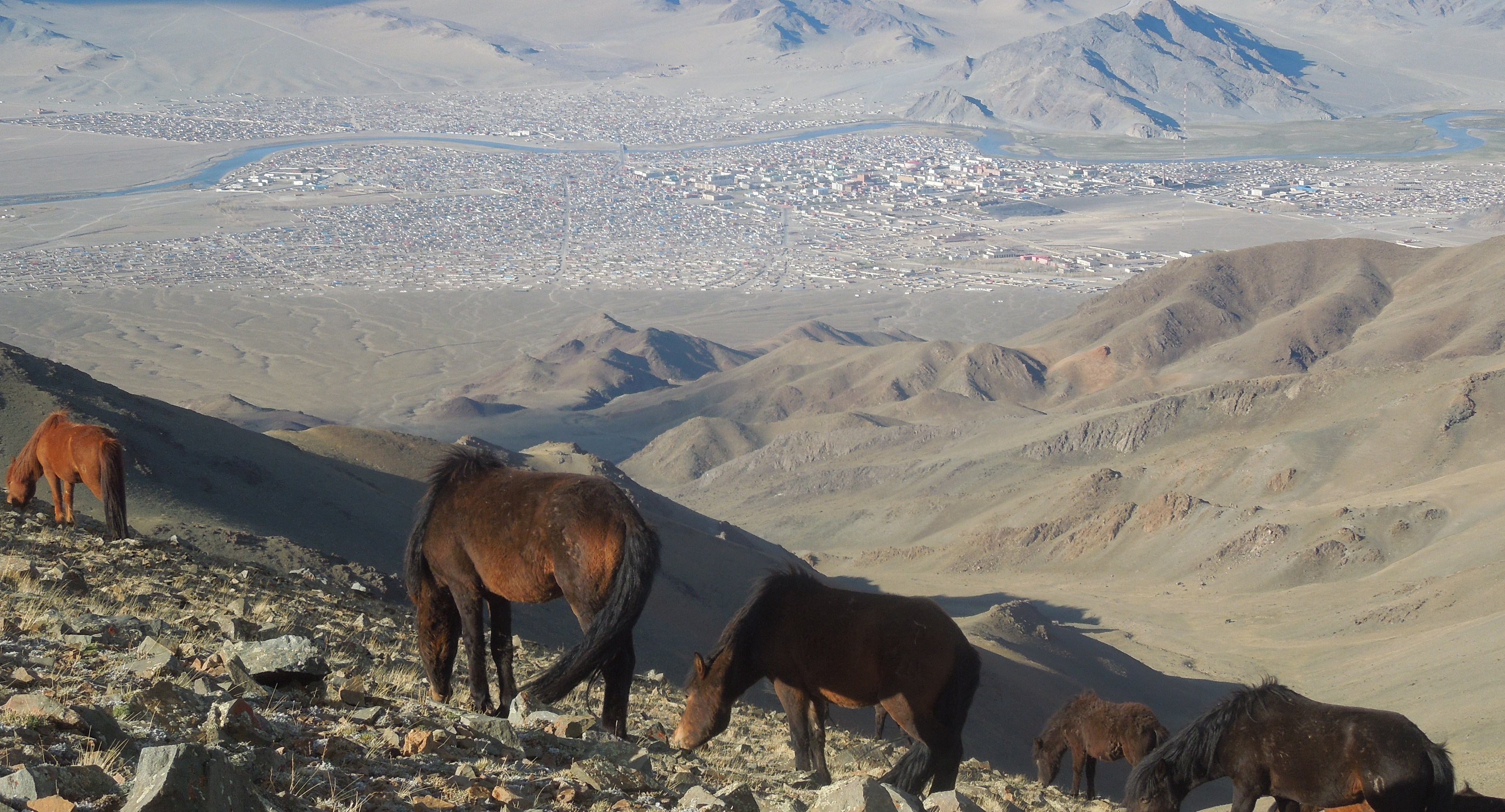
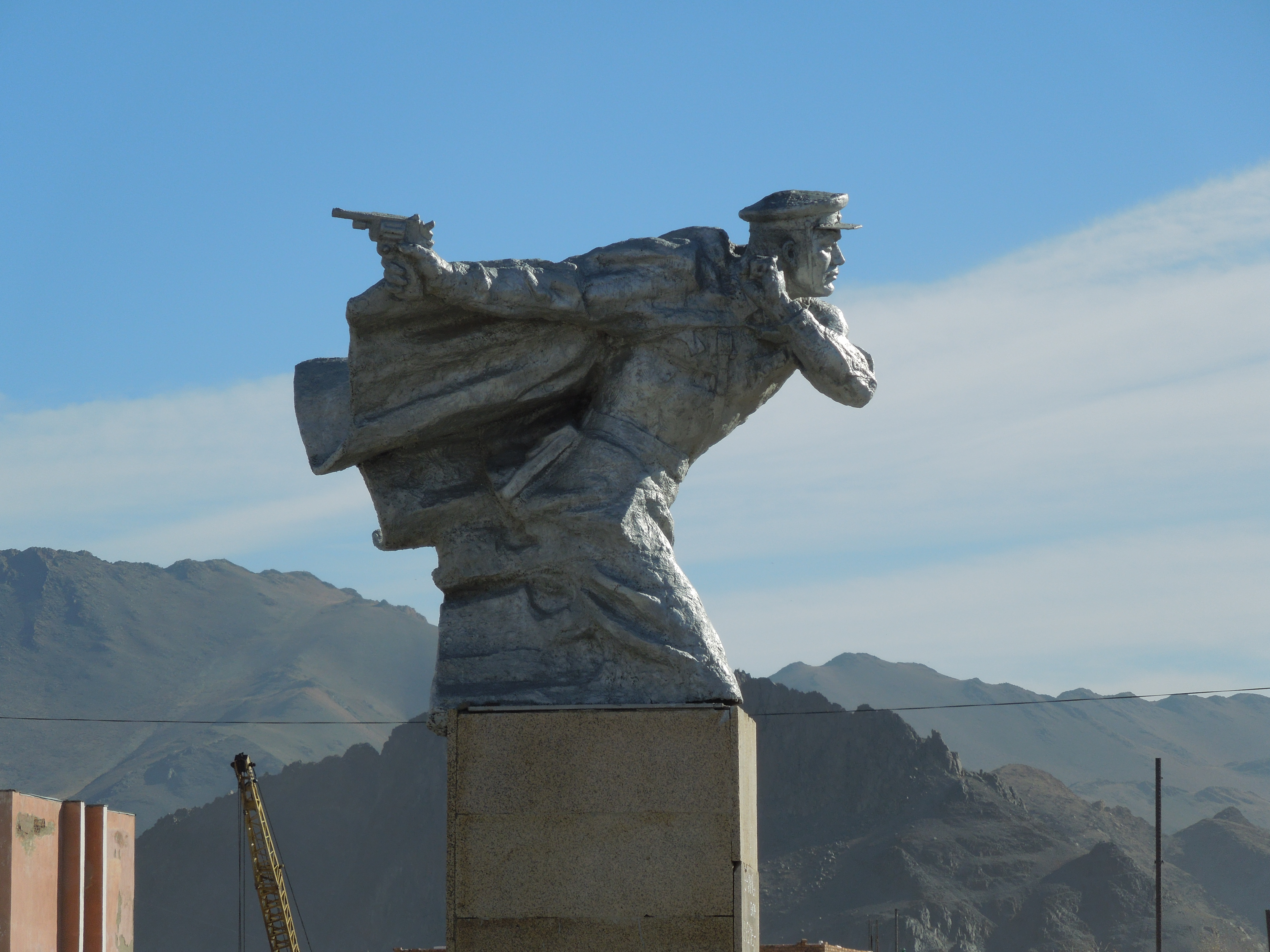
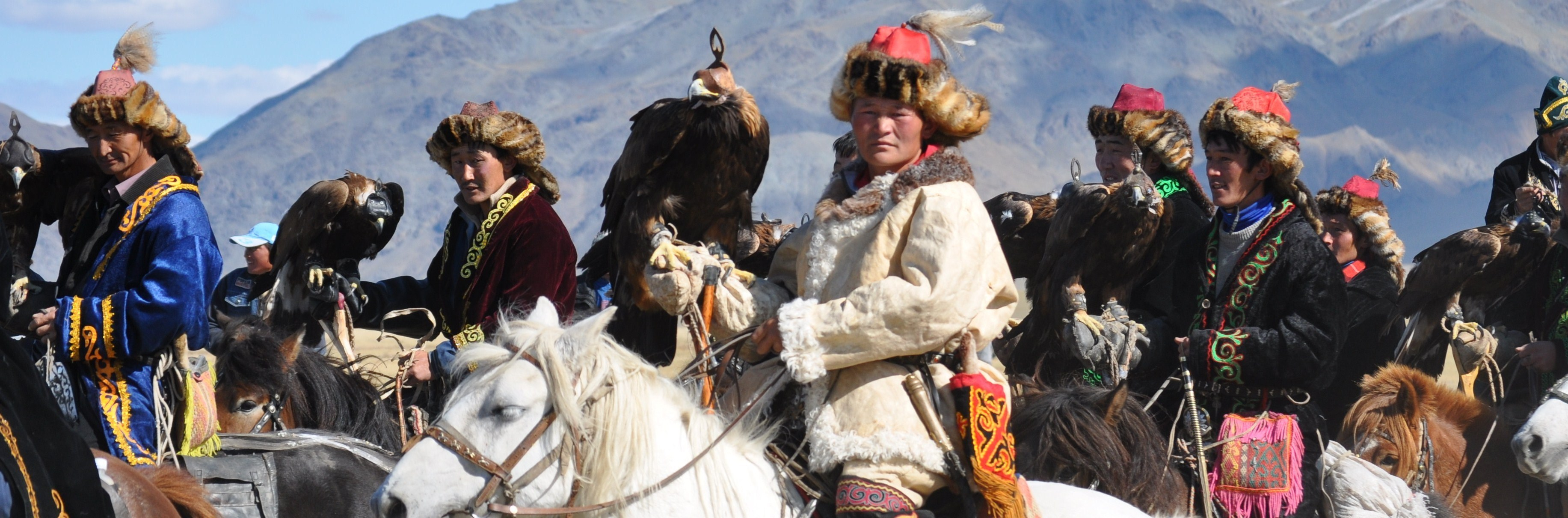
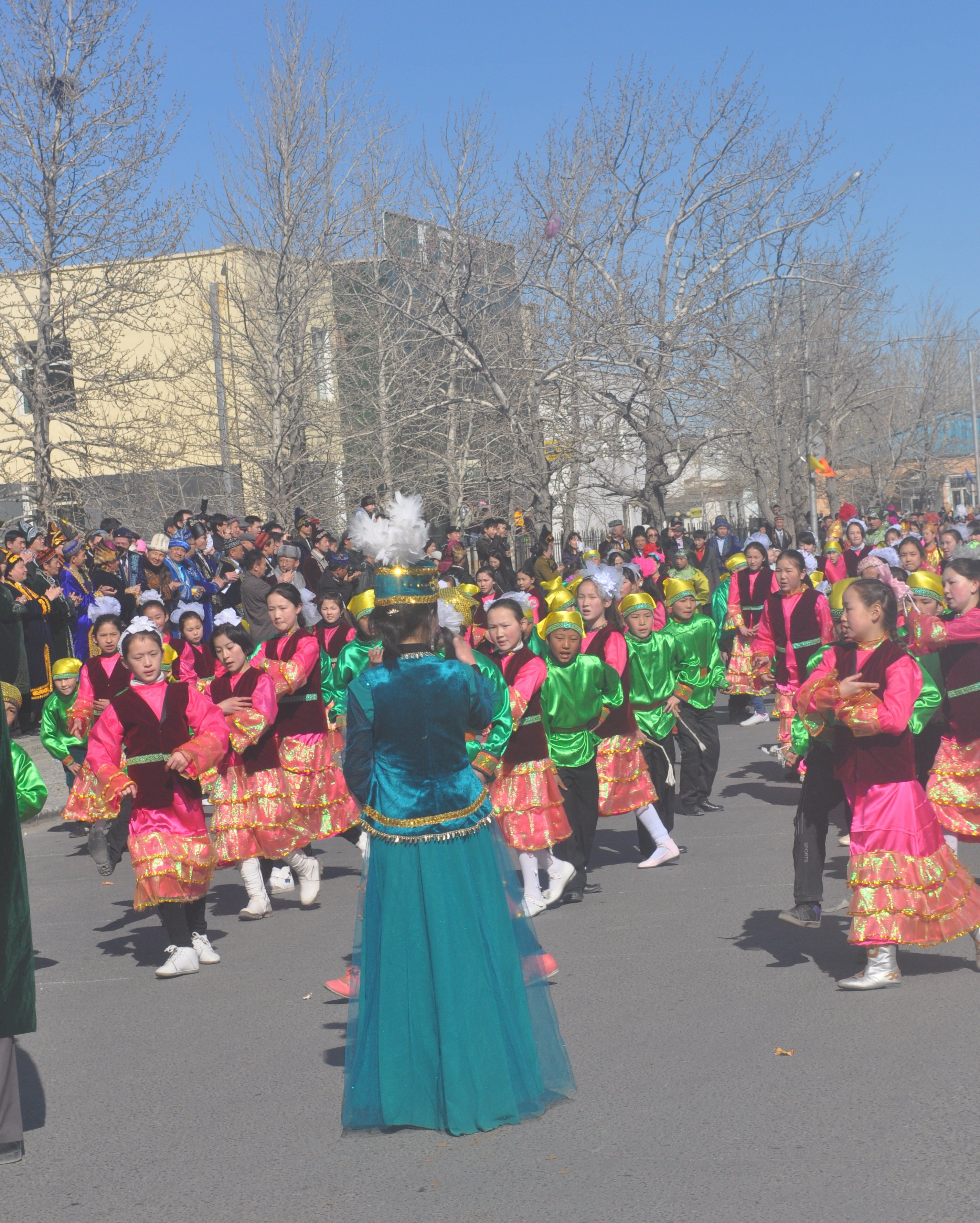
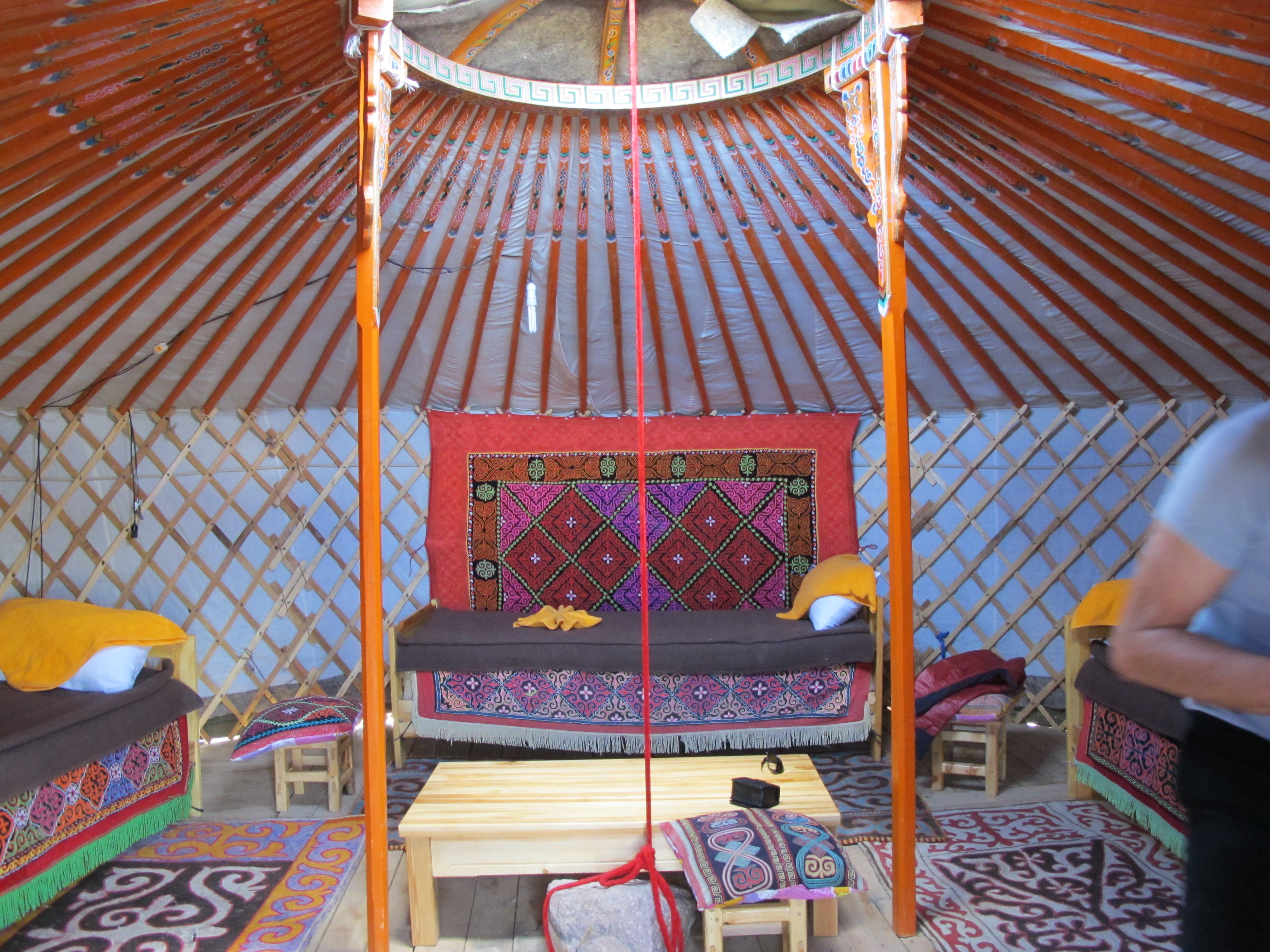
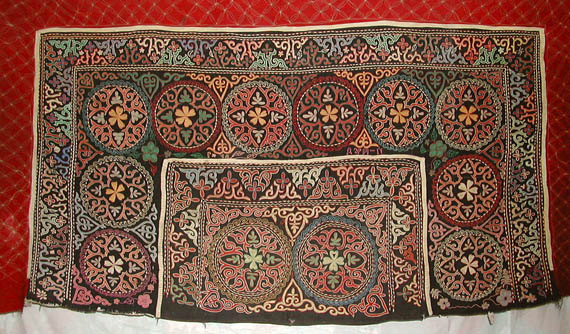